# Casa Mai-Pinós
La Casa Mai-Pinós era un edifici situat als carrers dels Boters, del Pi i de la Palla de Barcelona, actualment desaparegut.

## Història
Aquest casal té el seu origen en una sèrie d'adquisicions fetes per Joan Mai II entre 1492 i 1499, i continuades posteriorment per la seva vídua Elisabet Ça Rovira, i va ser la residència del seu fill Miquel Mai i Ça Rovira (c. 1480-1546), conseller de l'emperador Carles I i cèlebre col·leccionista.
A la seva mort, passà a mans del seu nebot Jeroni de Pinós-Santcliment i Mai, succeït per Bernat Galceran de Pinós i de Santcliment, senyor de Santa Maria de Barberà, Francesc Galceran de Pinós i de Corbera-Santcliment, Josep Galceran de Pinós i de Perapertusa, Josep Galceran de Pinós i de Rocabertí, I marquès de Barberà, i Josepa de Pinós i d'Urríes, II marquesa de Barberà, casada amb el seu nebot Josep d'Alentorn (òlim de Pinós) i de Çacirera. L'hereu del matrimoni fou Josep Galceran de Pinós i de Çacirera, III marquès de Barberà, succeït pel seu fill Josep Esteve Galceran de Pinós i Sureda de Santmartí, IV marquès de Barberà (†1813).
A principis del segle xix, el casal, malmès pels bombardejos del setge de 1713-1714, estava en ruïnes, i el marquès i el seu fill Josep Ramon de Pinós i Copons de la Manresana van dividir-lo en tres parts, que van establir en emfiteusi als comerciants Maurici Prat i Pruns, Antoni Cornet i Fontanillas, i Joaquim Arnau, respectivament. Tal com explica el Baró de Maldà al seu Calaix de sastre, les obres ja devien estar força avançades el novembre del 1803: «La casa gran, antes de Pinós, en la cantonada del carrer del Pi i Plasa de la Cucurella, entrada al carrer de Boters, queda ya molt alta, sòlida, magnífica y de gran esperit en los dos y amples portals rodons à dita plasa, ab obertures de entresuelos y balcons o obertures per estos de gran elevació, com cosa de marxants i menestrals molt richs, tenintsho que mirar lo Sr. Marquès de Barbarà, no sentne ya dueño, si que los Srs. Felix Prats, marxant, Sr. Cornel, sombrerer, y un tal Arnau. Sols falta per ara derribarse un tros vell de casa y lo Portal antich, per seguir tot nou ya dintre lo carrer dels Boters.»

## Galeria

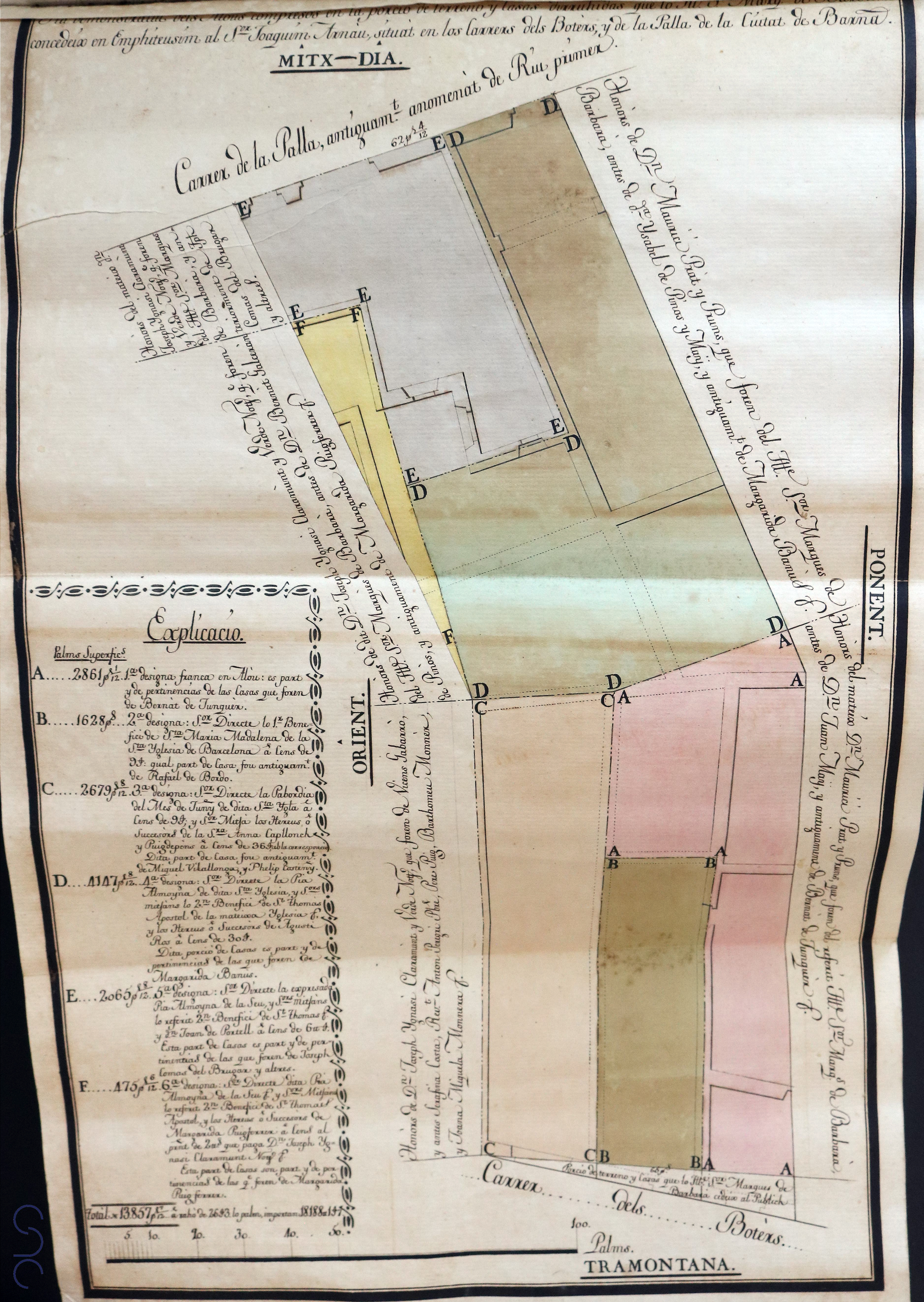
Alous establerts a Joaquim Arnau
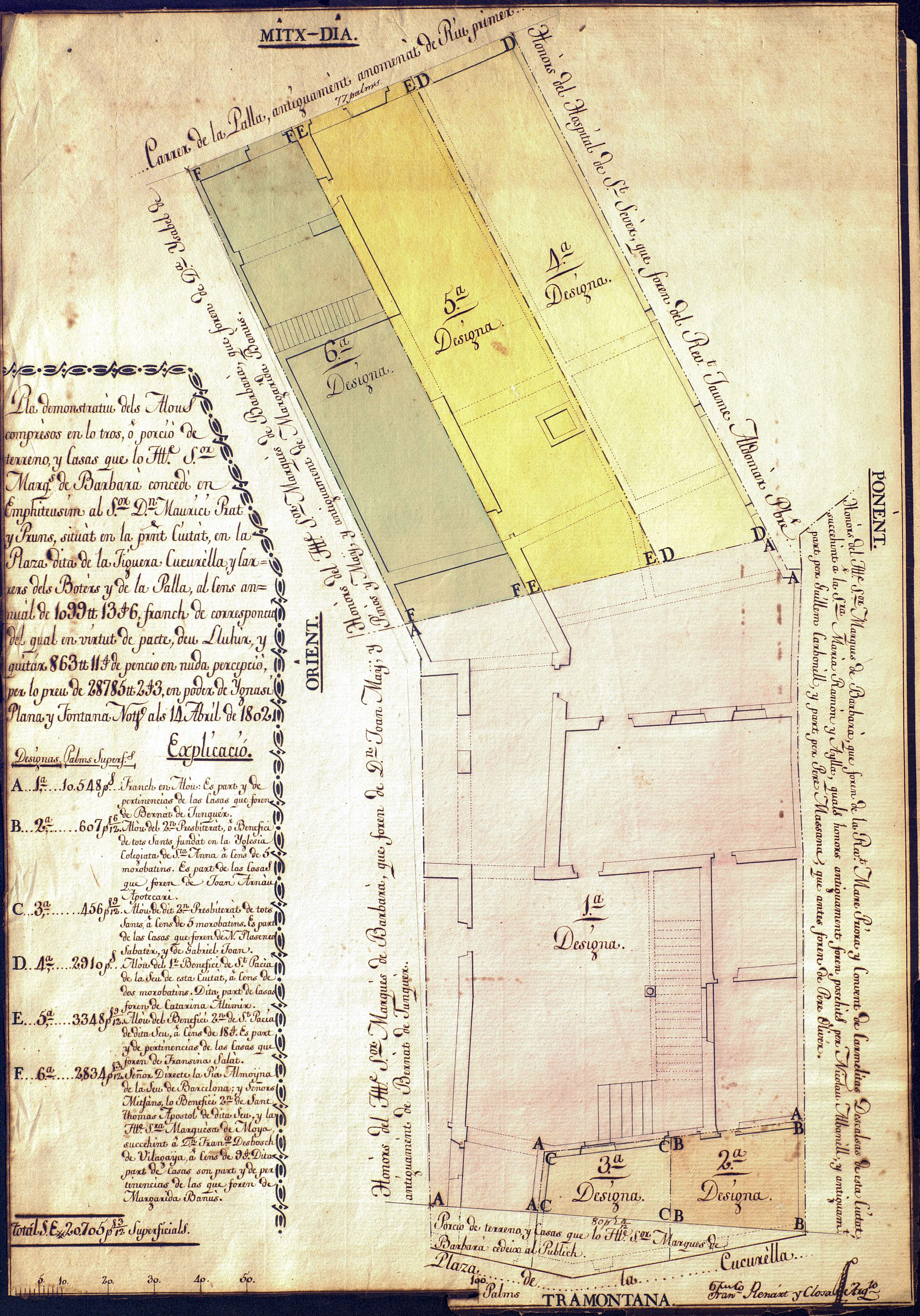
Alous establerts a Maurici Prat
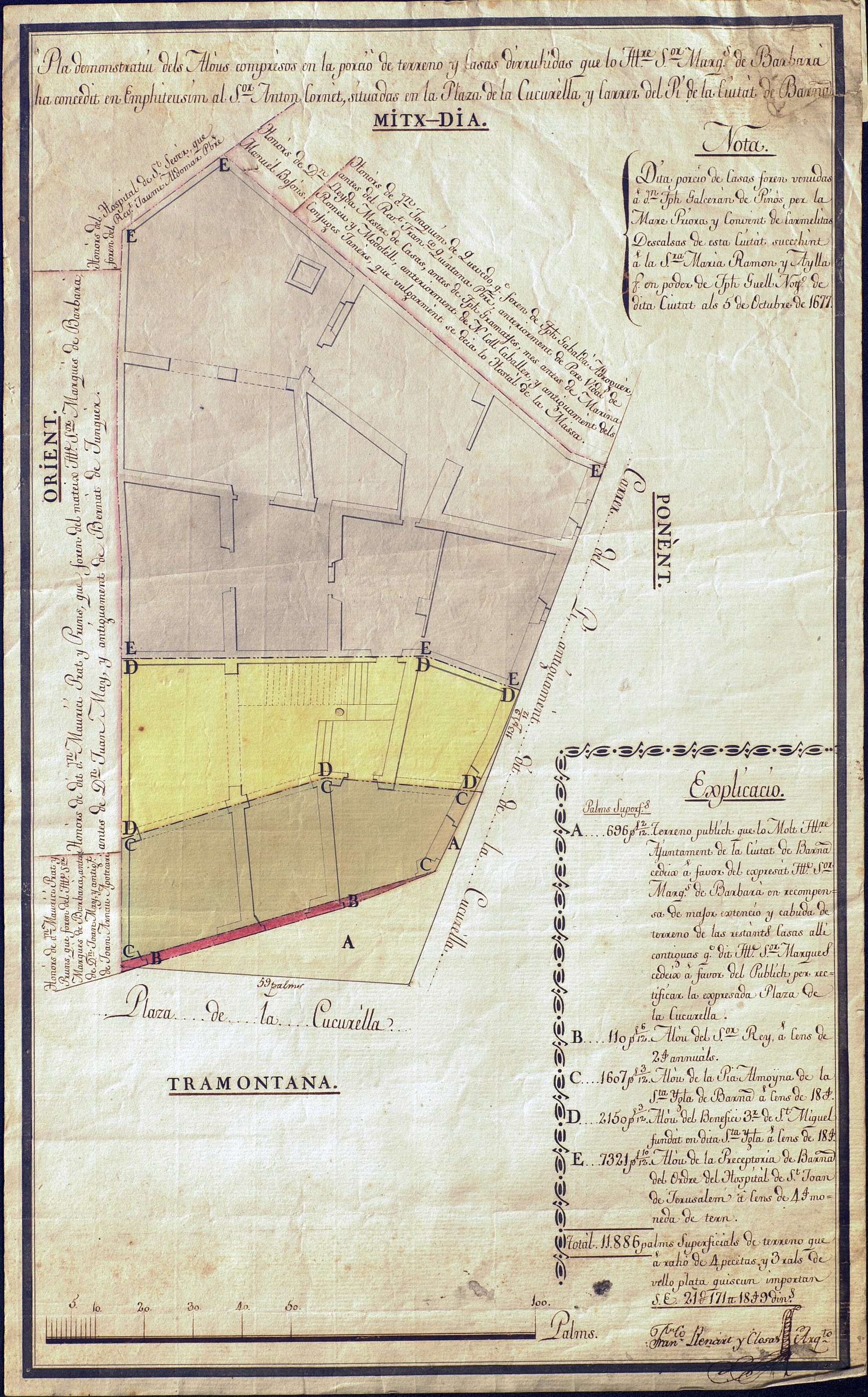
Alous establerts a Antoni Cornet